# Elezione del Presidente del Parlamento europeo del 2022
L'elezione del Presidente del Parlamento europeo del 2022 si è tenuta il 18 gennaio, all'inizio della seconda metà della IX legislatura.
Il Presidente del Parlamento europeo uscente era David Sassoli, deceduto l'11 gennaio 2022 a pochi giorni dalla conclusione del suo mandato. A norma dell'articolo 20 del regolamento del Parlamento europeo, le funzioni di Presidente sono state quindi esercitate ad interim fino all'elezione del nuovo Presidente dalla Vicepresidente vicaria, Roberta Metsola. 
Poiché Metsola era tra i candidati alla presidenza, la seduta è stata presieduta dal secondo vicepresidente Pedro Silva Pereira.
La stessa maltese Roberta Metsola, appartenente al gruppo del Partito Popolare Europeo, è risultata eletta nuova presidente del Parlamento al I scrutinio.

## Dettaglio dell'elezione

### Preferenze per Roberta Metsola
| Scrutinio | Voti | Percentuale |
| --------- | ---- | ----------- |
| I         | 458  | 74,4%       |

## I scrutinio
Per la nomina è richiesta la maggioranza assoluta dei voti validi.
| Dati votazione       | Dati votazione |  | Nome                  | Nome | Voti |
| -------------------- | -------------- |  | --------------------- | ---- | ---- |
| Votanti              | 690            |  | Roberta Metsola (PPE) | 458  |      |
| Schede bianche/nulle | 74             |  | Alice Kuhnke (V-ALE)  | 101  |      |
| Voti validi          | 616            |  | Sira Rego (SUE/SVN)   | 57   |      |
| Maggioranza          | 309            |  |                       |      |      |

Risulta eletta: Roberta Metsola